# 1937-es Copa América
Az 1937-es Dél-amerikai Válogatottak Bajnoksága a 14. dél-amerikai kontinenstorna volt. A tornát Argentínában rendezték és a házigazda válogatott nyerte meg. Ez volt az első olyan alkalom, amikor ötnél több csapat vett részt az eseményen.

## Résztvevők
| - Argentína - Brazília - Chile | - Paraguay - Peru - Uruguay |

Bolívia és az 1936 óta CONMEBOL-tag Kolumbia visszalépett.

## Eredmények
A hat részt vevő válogatott egy csoportban, körmérkőzéses formában mérkőzött meg egymással.

### Mérkőzések
| 1936. december 27. |

| Brazília                             | 3–2   | Peru                            |
| ------------------------------------ | ----- | ------------------------------- |
| Roberto 7' Afonsinho 30' Niginho 57' | (2–0) | T. Fernández 55' Villanueva 58' |

| Estadio Gasómetro, Buenos Aires Nézőszám: 20 000 Játékvezető: Alfredo Vargas (chilei) |

| 1936. december 30. |

| Argentína       | 2–1   | Chile    |
| --------------- | ----- | -------- |
| Varallo 30' 43' | (2–0) | Toro 73' |

| Estadio Gasómetro, Buenos Aires Nézőszám: 35 000 Játékvezető: Anibal Tejada (uruguayi) |

| 1937. január 2. |

| Paraguay                                              | 4–2   | Uruguay        |
| ----------------------------------------------------- | ----- | -------------- |
| A. Ortega 9' 79' A. González 35' Erico 38' (11-esből) | (3–2) | Varela 16' 28' |

| Estadio Gasómetro, Buenos Aires Nézőszám: 35 000 Játékvezető: Virgílio Antônio Fedrighi (brazil) |

| 1937. január 3. |

| Brazília                                                      | 6–4   | Chile                                 |
| ------------------------------------------------------------- | ----- | ------------------------------------- |
| Patesko 2' 26' Carvalho Leite 6' Luizinho 35' 40' Roberto 68' | (5–3) | Avendaño 19' Toro 25' 73' Riveros 40' |

| Estadio Camilo Cichero, Buenos Aires Nézőszám: 20 000 Játékvezető: José Bartolomé Macías (argentin) |

| 1937. január 6. |

| Uruguay                              | 4–2   | Peru                            |
| ------------------------------------ | ----- | ------------------------------- |
| Camaití 16' Varela 31' 56' Píriz 79' | (2–2) | T. Fernández 29' Magallanes 40' |

| Estadio Gasómetro, Buenos Aires Nézőszám: 20 000 Játékvezető: Anibal Tejada (uruguayi) |

| 1937. január 9. |

| Argentína                                    | 6–1   | Paraguay        |
| -------------------------------------------- | ----- | --------------- |
| Scopelli 5' 54' García 8' Zozaya 33' 75' 82' | (3–0) | A. González 86' |

| Estadio Gasómetro, Buenos Aires Nézőszám: 42 000 Játékvezető: Alfredo Vargas (chilei) |

| 1937. január 10. |

| Uruguay | 0–3   | Chile                           |
| ------- | ----- | ------------------------------- |
|         | (0–1) | Toro 17' Arancibia 59' Toto 83' |

| Estadio Gasómetro, Buenos Aires Nézőszám: 18 000 Játékvezető: José Bartolomé Macías (argentin) |

| 1937. január 13. |

| Brazília                                            | 5–0   | Paraguay |
| --------------------------------------------------- | ----- | -------- |
| Patesko 31' 67' Luizinho 42' 51' Carvalho Leite 59' | (2–0) |          |

| Estadio Gasómetro, Buenos Aires Nézőszám: 20 000 Játékvezető: José Bartolomé Macías (argentin) |

| 1937. január 16. |

| Argentína  | 1–0   | Peru |
| ---------- | ----- | ---- |
| Zozaya 55' | (0–0) |      |

| Estadio Gasómetro, Buenos Aires Nézőszám: 40 000 Játékvezető: Anibal Tejada (uruguayi) |

| 1937. január 17. |

| Paraguay                                | 3–2   | Chile       |
| --------------------------------------- | ----- | ----------- |
| Amarilla 15' Flor 22' Núñez Velloso 54' | (2–2) | Toro 8' 32' |

| Estadio Gasómetro, Buenos Aires Nézőszám: 12 000 Játékvezető: Anibal Tejada (uruguayi) |

| 1937. január 19. |

| Brazília                                 | 3–2   | Uruguay                  |
| ---------------------------------------- | ----- | ------------------------ |
| Carvalho Leite 36' Bahia 72' Niginho 77' | (1–1) | Villadóniga 1' Píriz 66' |

| Estadio Gasómetro, Buenos Aires Nézőszám: 35 000 Játékvezető: José Bartolomé Macías (argentin) |

| 1937. január 21. |

| Peru              | 2–2   | Chile                  |
| ----------------- | ----- | ---------------------- |
| J. Alcalde 1' 26' | (2–1) | Torres 16' Carmona 70' |

| Estadio Gasómetro, Buenos Aires Nézőszám: 8 000 Játékvezető: José Bartolomé Macías (argentin) |

| 1937. január 23. |

| Argentína              | 2–3   | Uruguay                           |
| ---------------------- | ----- | --------------------------------- |
| Varallo 63' Zozaya 68' | (0–1) | Ithurbide 5' Píriz 51' Varela 58' |

| Estadio Gasómetro, Buenos Aires Nézőszám: 60 000 Játékvezető: Alfredo Vargas (chilei) |

| 1937. január 24. |

| Paraguay | 0–1   | Peru        |
| -------- | ----- | ----------- |
|          | (0–1) | Lavalle 43' |

| Estadio Monumental, Buenos Aires Nézőszám: 8 000 Játékvezető: Anibal Tejada (uruguayi) |

| 1937. január 30. |

| Argentína  | 1–0   | Brazília |
| ---------- | ----- | -------- |
| García 48' | (0–0) |          |

| Estadio Gasómetro, Buenos Aires Nézőszám: 65 000 Játékvezető: Anibal Tejada (uruguayi) |

| Csapat    | M | Gy | D | V | G+ | G– | Gk | P |
| --------- | - | -- | - | - | -- | -- | -- | - |
| Brazília  | 5 | 4  | 0 | 1 | 17 | 9  | +8 | 8 |
| Argentína | 5 | 4  | 0 | 1 | 12 | 5  | +7 | 8 |
| Uruguay   | 5 | 2  | 0 | 3 | 11 | 14 | –3 | 4 |
| Paraguay  | 5 | 2  | 0 | 3 | 8  | 16 | –8 | 4 |
| Chile     | 5 | 1  | 1 | 3 | 12 | 13 | –1 | 3 |
| Peru      | 5 | 1  | 1 | 3 | 7  | 10 | –3 | 3 |

A csoport élén Brazília és Argentína azonos pontszámmal végzett, ezért közöttük egy újabb mérkőzés döntött a győztesről.
Rájátszás
| 1937. február 1. |

| Argentína            | 2–0 (h. u.)     | Brazília |
| -------------------- | --------------- | -------- |
| De la Mata 109' 112' | (0–0, 0–0, 0–0) |          |

| Estadio Gasómetro, Buenos Aires Nézőszám: 80 000 Játékvezető: Anibal Tejada (uruguayi) |

| Az 1937-es Dél-amerikai Válogatottak Bajnoksága győztese |
| -------------------------------------------------------- |
| ARGENTÍNA 5. cím                                         |

### Végeredmény
A hazai csapat eltérő háttérszínnel kiemelve.
| Helyezés | Nemzet    | M | Gy | D | V | G+ | G– | Gk | P  |
| -------- | --------- | - | -- | - | - | -- | -- | -- | -- |
| Arany    | Argentína | 6 | 5  | 0 | 1 | 14 | 5  | +9 | 10 |
| Ezüst    | Brazília  | 6 | 4  | 0 | 2 | 17 | 11 | +6 | 8  |
| Bronz    | Uruguay   | 5 | 2  | 0 | 3 | 11 | 14 | –3 | 4  |
| 4.       | Paraguay  | 5 | 2  | 0 | 3 | 8  | 16 | –8 | 4  |
| 5.       | Chile     | 5 | 1  | 1 | 3 | 12 | 13 | –1 | 3  |
| 6.       | Peru      | 5 | 1  | 1 | 3 | 7  | 10 | –3 | 3  |

### Gólszerzők
| 7 gólos - Raúl Toro 5 gólos - Alberto Zozaya - Severino Varela 4 gólos - Luizinho - Patesko 3 gólos - Francisco Varallo - Carvalho Leite - Juan Píriz | 2 gólos - Vicente De la Mata - Enrique García - Alejandro Scopelli - Niginho - Roberto - Aurelio González - Amadeo Ortega - Teodoro Fernández - Jorge Alcalde 1 gólos - Afonsinho - Bahia | 1 gólos (folytatás) - Manuel Arancibia - José Avendaño - Arturo Carmona - Guillermo Riveros - Guillermo Torres - Juan Amarilla - Adolfo Erico - Martín Flor - Raúl Núñez Velloso - Alejandro Villanueva - Adolfo Magallanes - Jose Maria Lavalle - Adelaido Camaiti - Eduardo Ithurbide - Segundo Villadóniga |

## Külső hivatkozások
- 1937 South American Championship